# Леклер, Фредерик
Фредерик Леклер (фр. Frédéric Leclercq, 23 июня 1978 года в Шарлевиль-Мезьер, Франция) — французский музыкант, бывший басист британской пауэр-металлической группы DragonForce и гитарист/вокалист собственной группы Maladaptive. Также, как сессионный музыкант, сотрудничал со многими группами, в том числе с Souls of We Джорджа Линча. По состоянию на апрель 2022 года также является басистом группы Kreator.

## Биография
После того, как в ноябре 2005 года басист Адриан Ламберт покинул DragonForce, в связи с рождением сына, Герман Ли попросил Леклера сыграть вместе с ними на выступлениях в Северной Америке и Японии. После окончания гастролей он стал полноценным участником группы.
Первым альбом DragonForce вместе с Леклером стал Ultra Beatdown
Леклер является мультиинстументалистом. Он играл на гитаре и клавишных в группе Heavenly, играет на бас-гитаре в DragonForce и является гитаристом и вокалистом в собственной группе Maladaptive.
В 2016 году основал группу  Sinsaenum, играющую в стиле дэт метал. В том же году были выпущены дебютный альбом и два EP.
Леклер играл в самых различных жанрах, от хард-рока, до блэк-метала.
16 сентября 2019 года Kreator объявил, что Леклер заменит Кристиана Гислера на басу после того, как последний провел в группе 25 лет.
В 2020 году Леклер создал музыкальный проект Amahiru с японской гитаристкой Саки. Саки играет на соло-гитаре, а Леклер — на соло -, ритм-и бас-гитаре. Они впервые встретились в 2015 году, когда группа Саки, Mary's Blood, познакомилась с  DragonForce в Гонконге. Дебютный альбом Amahiru с одноименным названием выйдет 27 ноября, в нем примут участие британский вокалист Арчи Уилсон, голландский клавишник Коэн Янссен и американский барабанщик Майк Хеллер. В нем также есть игрок Кифу Мицухаси и гостевые выступления Элизы Райд и Шона Райнерта.

## Группы и проекты
- Hors Normes (слияние) 1994-1996; 2000
- Memoria (тяжелый-блэк-метал) 1997-1999; 2000-2001
- Heavenly (пауэр-метал ) 2000-2004
- DragonForce (пауэр-метал ) 2005-2019
- Sinsaenum (Блэк-дэт-метал) 2016-настоящее время
- Kreator (трэш-метал) 2019-настоящее время
- Amahiru (тяжелый рок) 2020-настоящее время